# Saint-Hippolyte-du-Fort
Saint-Hippolyte-du-Fort (okcitansko Sant Ipolit del Fòrt) je naselje in občina v južnem francoskem departmaju Gard regije Languedoc-Roussillon. Naselje je leta 2008 imelo 3.776 prebivalcev.

## Geografija
Kraj leži v pokrajini Languedoc ob reki Vidourle, 30 km vzhodno od Le Vigana.

## Uprava
Saint-Hippolyte-du-Fort je sedež istoimenskega kantona, v katerega so poleg njegove vključene še občine La Cadière-et-Cambo, Conqueyrac, Cros in Pompignan s 4.933 prebivalci.
Kanton Saint-Hippolyte-du-Fort je sestavni del okrožja Vigan.